# Хосе Хелмар Санчес
Хосе Хелмар Санчес Бетанкур (ісп. José Jelmar Sánchez Betancourt; нар. 1 квітня 1994) — еквадорський борець греко-римського стилю, дворазовий бронзовий призер Панамериканських чемпіонатів, чемпіон Південної Америки, бронзовий призер Південноамериканських ігор.

## Життєпис
У 2014 році здобув срібну медаль Панамериканського чемпіонату серед юніорів.

## Спортивні результати на міжнародних змаганнях

### Виступи на Панамериканських чемпіонатах
| Змагання                                   | Збірна  | Вагова категорія                 | Місце  |
| ------------------------------------------ | ------- | -------------------------------- | ------ |
| Панамериканський чемпіонат з боротьби 2016 | Еквадор | вільна боротьба, до 74 кг        | 9      |
| Панамериканський чемпіонат з боротьби 2016 | Еквадор | греко-римська боротьба, до 71 кг | Бронза |
| Панамериканський чемпіонат з боротьби 2017 | Еквадор | греко-римська боротьба, до 66 кг | Бронза |
| Панамериканський чемпіонат з боротьби 2018 | Еквадор | греко-римська боротьба, до 67 кг | 11     |

### Виступи на Чемпіонатах Південної Америки
| Змагання                                    | Збірна  | Вагова категорія                 | Місце  |
| ------------------------------------------- | ------- | -------------------------------- | ------ |
| Чемпіонат Південної Америки з боротьби 2012 | Еквадор | греко-римська боротьба, до 66 кг | 4      |
| Чемпіонат Південної Америки з боротьби 2015 | Еквадор | греко-римська боротьба, до 71 кг | Золото |

### Виступи на Південноамериканських іграх
| Змагання                       | Збірна  | Вагова категорія                 | Місце  |
| ------------------------------ | ------- | -------------------------------- | ------ |
| Південноамериканські ігри 2018 | Еквадор | греко-римська боротьба, до 67 кг | Бронза |

### Виступи на інших змаганнях
| Змагання                                                     | Збірна  | Вагова категорія                 | Місце  |
| ------------------------------------------------------------ | ------- | -------------------------------- | ------ |
| Олімпійський кваліфікаційний турнір з боротьби 2016 (Фріско) | Еквадор | греко-римська боротьба, до 66 кг | Бронза |

### Виступи на змаганнях молодших вікових груп
| Змагання                                                 | Збірна  | Вагова категорія                 | Місце  |
| -------------------------------------------------------- | ------- | -------------------------------- | ------ |
| Панамериканський чемпіонат з боротьби серед юніорів 2014 | Еквадор | греко-римська боротьба, до 66 кг | Срібло |